# Parafia Najświętszej Maryi Panny Zwycięskiej w Łabędniku
Parafia Najświętszej Maryi Panny Zwycięskiej w Łabędniku – parafia rzymskokatolicka znajdująca się w archidiecezji warmińskiej, w dekanacie reszelskim.

## Historia
Pierwsze wzmianki o parafii w Łabędniku pochodzą z 1366 roku. Kościół od XVI w. służył ewangelikom, W 1958 został przekazany katolikom. Parafię ponownie erygowano 1 listopada 1994 roku, dekretem abpa Edmunda Piszcza. Została włączona do dekanatu Sępopol, a w 2022, w ramach reorganizacji archidiecezji warmińskiej, do dekanatu reszelskiego.